# Visiano
Visiano è una frazione del comune di Medesano, in provincia di Parma.
La località dista 9,48 km dal capoluogo.

## Geografia fisica
La piccola località di case sparse sorge alla quota di 372 m s.l.m., sulla cima di un colle appenninico ai piedi del Poggio Bianco; sotto la canonica della chiesa dei Santi Gervasio e Protasio si trovano le sorgenti del torrente Dordone.
Il territorio montuoso è solcato da alcuni calanchi, ricchi di pirite e cristalli di calcite; di particolare interesse paleontologico è il deposito miocenico di Costa di Fajé, accessibile solo agli studiosi, da cui provengono vari frammenti di cetacei e altri mammiferi marini vissuti circa 14 milioni di anni fa, ora conservati nel museo Paleontologico "Il Mare Antico" di Salsomaggiore Terme.

## Storia
Intorno alla metà del XIII secolo il territorio di Visiano apparteneva a Oberto II Pallavicino; la più antica testimonianza dell'esistenza di una fortezza, eretta in epoca imprecisata a presidio della zona e distrutta in seguito agli scontri tra il Marchese e i guelfi parmigiani, risale al 1297, quando il Comune di Parma decretò il divieto di riedificarla.
Due anni dopo fu menzionata per la prima volta la cappella.
Il feudo tornò successivamente nelle mani dei Pallavicino; nel 1430 ne risultava in possesso Rolando il Magnifico. Tuttavia, nel 1441 Niccolò Piccinino convinse Filippo Maria Visconti del tradimento del Marchese e si fece incaricare di conquistarne lo Stato Pallavicino; Rolando fu costretto alla fuga e tutte le sue proprietà furono incamerate dal Duca di Milano, che nel 1442 assegnò al condottiero il feudo di Visiano, dipendente dal castello di Varano Marchesi, e numerosi altri nel Parmense, tra cui Solignano, Sant'Andrea, Taro, Banzola, Miano, Cella, Tabiano, Monte Manulo, Bargone, Gallinella, Felegara e Monte Palerio.
Nel 1450 il nuovo duca Francesco Sforza restituì al Pallavicino il maniero varanese, che nel 1457 fu ereditato dal figlio primogenito Niccolò, unitamente ai castelli di Castelguelfo, Gallinella e Miano.
Il feudo di Varano Marchesi rimase nelle mani dei Pallavicino fino all'estinzione del ramo della casata nel 1782; fu successivamente assegnato dal duca di Parma Ferdinando di Borbone ai marchesi Bergonzi, che ne mantennero i diritti feudali fino alla loro abolizione napoleonica del 1805. Visiano divenne quindi frazione del nuovo comune di Medesano.
Nel corso del XX secolo ebbe inizio un progressivo spopolamento della frazione, che alla fine del secolo contava solo 11 abitanti.

## Monumenti e luoghi d'interesse

### Chiesa dei Santi Gervasio e Protasio

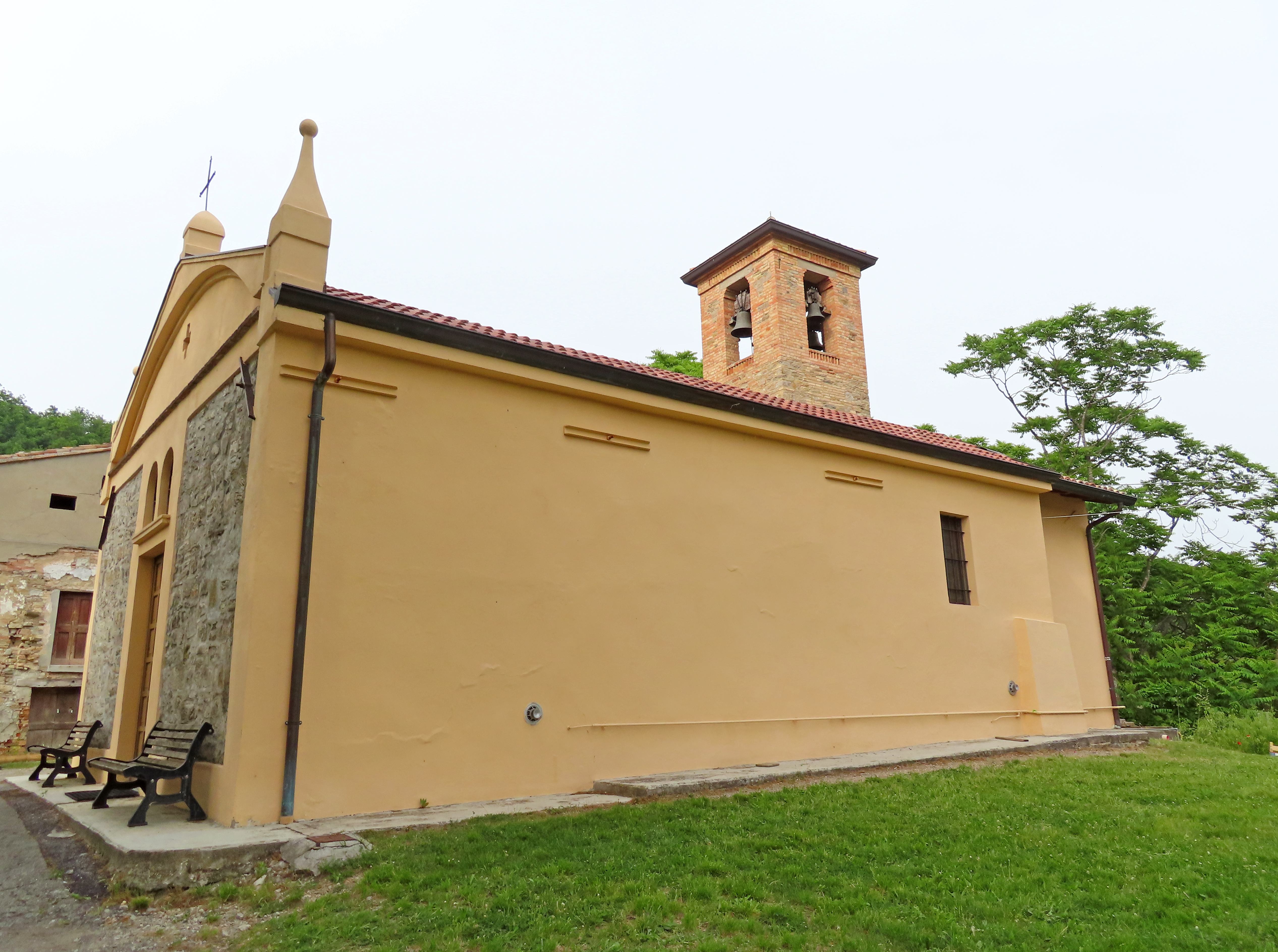
Chiesa dei Santi Gervasio e Protasio

Menzionata per la prima volta nel 1299, la piccola chiesa, modificata in seguito in forme barocche, fu completamente ristrutturata nel 1997, dopo un prolungato abbandono. Il luogo di culto, sviluppato su un impianto a navata unica, conserva un'antica croce astile.

### Castello
Appartenuto intorno alla metà del XIII secolo a Oberto II Pallavicino, il castello fu distrutto negli scontri tra il Marchese e i guelfi parmigiani e non fu più ricostruito per ordine del Comune di Parma del 1297.